# 7.62x54mmR弾
7.62x54mmR弾は、ロシア帝国により開発された起縁式小銃用実包であり、1891年に軍用弾薬として導入された。開発から1世紀以上経過しているが、現在でもロシア連邦軍の他、中国や北朝鮮、ベトナムなど冷戦時代に東側陣営に属した国々で広く用いられている。本弾薬は開発当初、モシン・ナガン用として設計され、帝政ロシア時代の後期から、現代のソビエト連邦の終結までを通じ、機関銃やトカレフM1940半自動小銃のような小銃に採用されている。この実包は、幾種か作られた代表的な起縁式実包の一つで、いまだに軍に残って用いられており、かつ、世界のすべての軍が作り出した弾薬の中でも最長の採用年数を持つ。
アメリカ製のウィンチェスター M1895もまた、当時のロシア政府との契約によってこの弾薬を使用するモデルが設計された。7.62×54 mm Rは未だロシア連邦軍において、ドラグノフ狙撃銃や、他の狙撃銃により使用されている。この経緯はPKMのような、いくつかの最新の機関銃と同様である。歴史的に、本弾薬は「7.62 mm ロシアン」として知られ、また今なお口語でそのようにしばしば呼称される。しかしこの「R」とは、現代の公式なCIP（直訳すれば常設国際銃審査委員会。ヨーロッパ他の14カ国が加盟する国際機関）の表示、「7.62 × 54 mm R」において起縁式（Rimmed）を示す。これはCIPの標準的な呼称に倣っている。本実包の名称は「7.62 ソビエト」弾薬としばしば混同されるが、この弾薬はSKSカービンとAK-47で使われる7.62×39 mm弾のことである。

## 背景

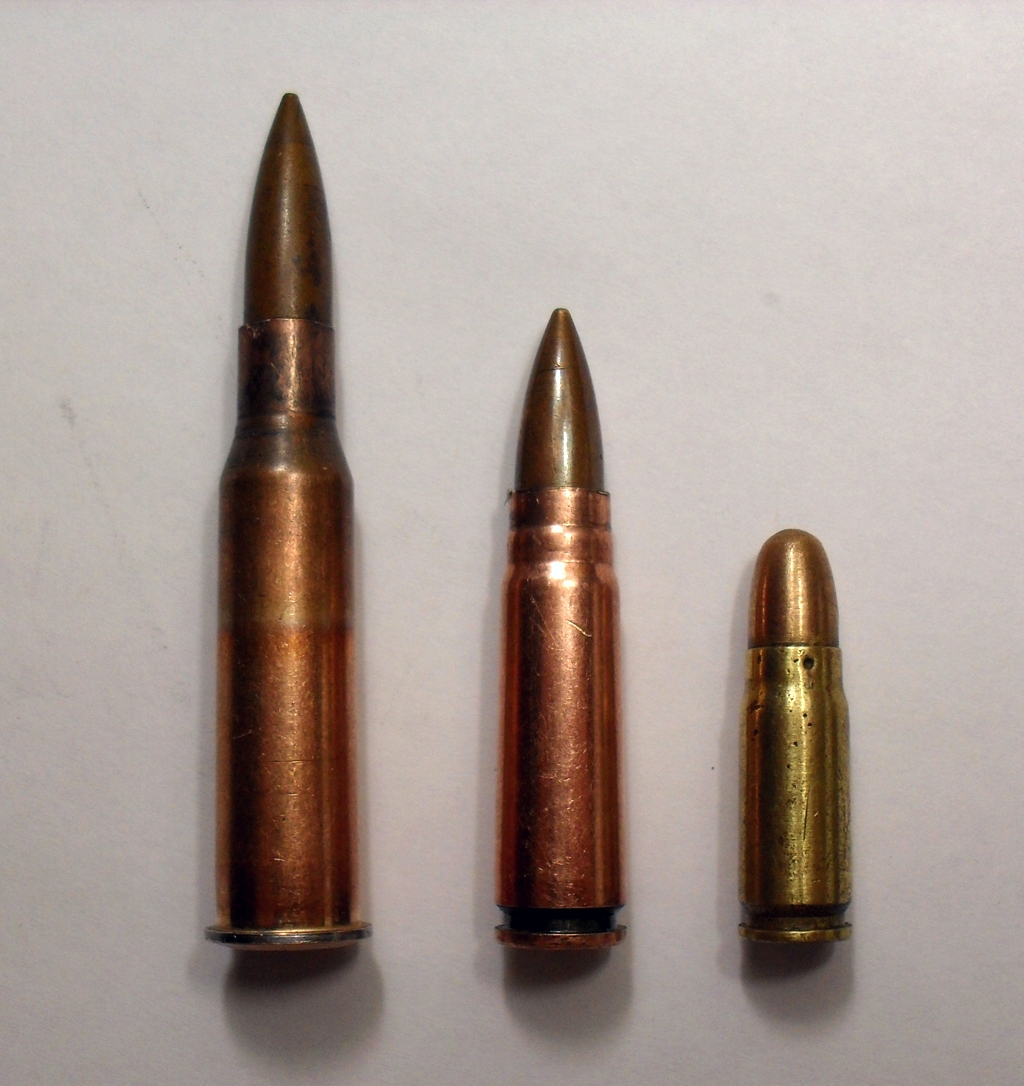
左から右に、7.62×54mmR弾、7.62×39 mm弾、7.62×25 mmトカレフ弾である

7.62×54 mm R弾は、世界のいくつかの主要な軍隊で、未だに通常の作戦任務に就いているものとしては最古の実包である。2011年、この弾薬は採用年数が120年に達した。7.62×54 mm R弾は2011年現在、主としてドラグノフのような狙撃銃や、PKMのような機関銃で用いられている。弾道性能は.308ウィンチェスターや、7.62×51 mm NATO弾に類似する。同じ長さの射撃試験用銃身が比較に用いられるとき、.30-06 スプリングフィールド実包(7.62×63 mm)はより高い腔圧と薬莢容量を持つことから、7.62×54 mm Rよりも優良である。304.8 mm長（24インチ）の銃身を使用した.30-06 スプリングフィールド実包と、355.6 mm長（28インチ）の銃身を使用した7.62×54 mm R実包を比較した時でも、後者は.308 ウィンチェスターにより一致した弾道を描く。また、いくつかの現代的な装薬を充填した7.62×54 mm Rは、.308 ウィンチェスターの威力にほぼ近似する。アメリカ製の伝統的な.30-06実包との性能の近似、同様に豊富な軍事・歴史的価値、また驚異的な長命から、7.62×54 mm R弾は「ロシアの30-06」とも呼ばれている。本実包は.22 ホーネット弾、.30-30 ウィンチェスター弾、そして.303ブリティッシュ弾のように、今日まで広く小銃用に用いられており、また薬莢がボトルネック形状、起縁式、そして雷管がセンターファイア式となっている弾薬の一つである。1880年代後期、また1890年代のボトルネック形状で起縁式の実包は、大部分が第一次世界大戦終結までには用いられなくなっている。
7.62×54 mm R実包は当初、13.7 gの蛋形（ラウンドノーズ）をした完全な被甲（フルメタルジャケット）弾頭を有した。日露戦争での経験から、これは1908年に9.7 gの尖形をした被甲弾頭に代替され、現代まで標準のまま残っている。弾道の正確さを増すために、ドラグノフ狙撃銃は7N1という派生型の薬莢を使うが、これは通常の推進体を撃ち出す替わりに用いられ、9.7 gのボートテール（弾尾を絞って空気抵抗を減らした形状）をした被甲弾頭を持つ。7N14はドラグノフSVDのために開発される新しい装薬である。

## 実包の大きさ

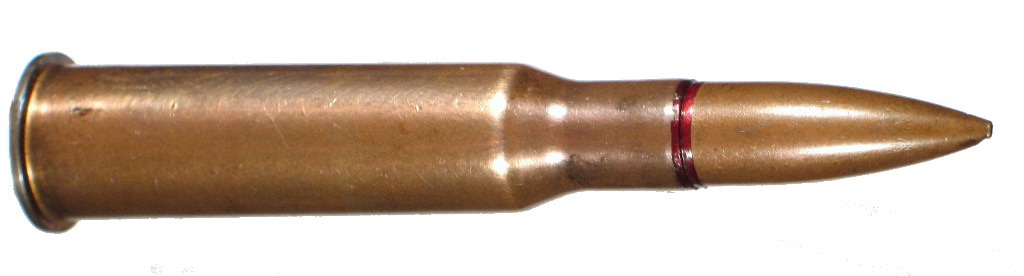
7.62×54 mm R

7.62×54 mm Rは、4.16 mlの薬莢容量を持つ。明確に先細りとなった薬莢の外形形状は、劣悪な状況下でも、ボルトアクション小銃と機関銃における装填と排莢の信頼性を高めるよう設計されている。ただし、この設計は信頼性改善の助けとはならなかったものの、薬莢自体の形状は今日まで同じまま残された。
7.62×54 mm Rの最大C.I.P.実包寸度。全てのサイズはmmで表示されている。
アメリカでは薬莢ショルダーの角度として alpha/2 を約18.5度と定義している。この弾薬に使用する一般的なライフリングは1回転240 mm、4条、φ領域=7.62 mm、φ条=7.92 mm、領域長=3.81 mmであり、雷管の形式はベルダン式、またはごく珍しい大型小銃用雷管である。
公式C.I.P.ガイドラインに従えば、7.62×54 mm Rの薬莢は、390 MPa（56,564 psi）までの、ピエゾ抵抗で測られる圧力を処理できる。C.I.P.の規定に従う国では、消費者に小銃用弾薬を売るには、全て保証のために最大C.I.P.圧力で125 %を試験しなければならない。

## 性能

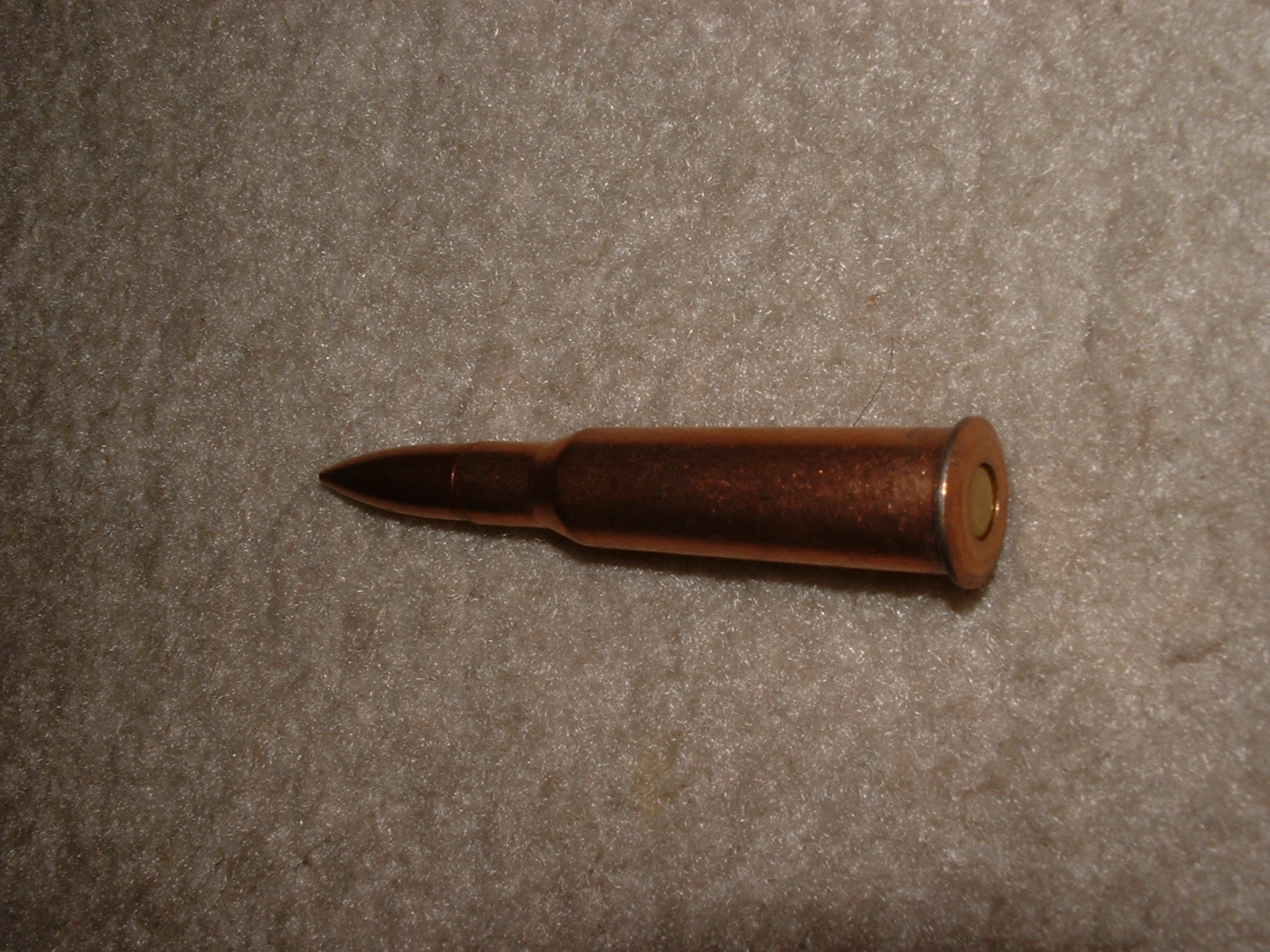
中国製、銅メッキ、鋼製薬莢、昇汞雷管を有する7.62×54 mm R実包

7.62×54 mm Rは、.30-06スプリングフィールドとほぼ同じ威力のクラスに入る。 軍の派生型として用いられた尖形弾頭は特に細長い形状を持ち、このクラスの実包としては高い低伸性という結果をもたらした。また、上記の平均的な長距離弾道性能と、エネルギー保持に寄与している。
狩猟用実包では中型から大型獣の狩猟に使われており、現代のロシアにおいても7.62×54 mm Rは一般的に狩猟目的で使われ、その大部分にはスポーツ用に調整されたモシン・ナガン小銃と、ドラグノフの民需用派生型（タイガーズ）が使われる。広く使われる現代的なマグナム実包は、ロシアの猟師の間では一般的でない。これは北アメリカで普段装填に使われるものとは対照的である。

## 利用度
7.62×54 mm Rは、軍用の放出品と新規生産品とを広く入手できるが、射撃競技用としてはあまり用いられていない。大部分の軍放出品は鋼製薬莢で、ベルダン式雷管を使っている。これは空薬莢に手作業で装薬を詰め直して再利用する上で障害となる。しかしアメリカ合衆国では、東欧圏の余剰品であるモシン・ナガン小銃の人気が高まり、ボクサー式雷管に対応した実包や空薬莢の新品が入手できるようになった。これらの薬莢は大型の小銃用雷管に対応している。

## 派生した弾薬
6.5×54 mm Rの実包が、1960年代にボストークブランドで作られた射撃競技用小銃の多くで用いられ、また1970年代のものは7.62×54 mm Rのネック部分を下げたものである。

## 7.62×54 mm Rを使用する火器の一覧

### 小銃
- モシン・ナガン - 7.62x54mmR弾と一緒に開発された小銃。派生型には、銃身を切り詰めた「Obrez」ソードオフピストルが含まれる。
- ウィンチェスター M1895 - 1915年から1916年にかけ、ロシア陸軍のために着剣装置などを追加した7.62×54 mm R仕様の軍用モデルが約300,000挺作られた。
- AVB-7.62
- シモノフM1936半自動小銃
- ドラグノフ狙撃銃 (中国製の派生型NDM-86を含む)
- JS 7.62
- SVT38 and SVT-40.
- PSL狙撃銃
- ツァスタバ M91
- ベルクト-2M1
- SV-98

### 機関銃
- en:2B-P-10
- DP28軽機関銃
- RP-46軽機関銃
- PK (機関銃)
- PKP ペチェネグ
- en:DS-39
- en:Fedorov-Shpagina Model 1922

- en:GShG-7.62 machine gun
- en:Hua Qing Minigun
- en:Kucher Model K1
- マドセン機関銃
- PM1910重機関銃
- en:Savin-Narov machine gun
- SG-43重機関銃

- ShKAS (機関銃)
- Type 53/57 machine gun
- 67式汎用機関銃
- 80式汎用機関銃
- 73式軽機関銃
- Uk vz. 59
- en:Zastava M84

## 他に知られる呼称
- 7.62 ロシアン
- 7.62 モシン・ナガン
- 7.62 ドラグノフ
- 7.62×54 mm R
- 起縁式ロシアン

### 文献
- C.I.P. CD-ROM edition 2003
- C.I.P. decisions, texts and tables (free current C.I.P. CD-ROM version download (ZIP and RAR format))
- Accurate (2000). Accurate Smokeless Powders Loading Guide (Number Two (Revised) ed.). Prescott, AZ: Wolfe Publishing. p. 286. Barcode 94794 00200